# 野良猫ロック
『野良猫ロック』（のらねこロック）は、日活配給で全5作品が公開された日本の映画シリーズである。
春日太一が「文春オンライン」に寄せた記事によると、本シリーズが制作された1970年代前後は、カウンターカルチャーが盛り上がっていた関係で、反体制的もしくは前衛的な表現が目立っていたという。そこに映画界の凋落も加わったことで本シリーズをはじめとするエネルギッシュな作品が作られており、とりわけ『野良猫ロック セックス・ハンター』は強烈だという。

## 女番長 野良猫ロック

### キャスト
- 和田アキ子（アコ）
- 梶芽衣子（メイ）
- 和田浩治（矢上道男）
- 范文雀（ユリ子）
- 久万里由香（マリ）
- 十勝花子（花子）
- 島津ゆう子（ゆうこ）
- 大橋由香（ユカ）
- 柳美樹（ミキ）
- 島敏光（マー坊）
- 富田ジョージ（ヒロシ）
- ケン・サンダース（ケリー藤山）
- 中丸忠雄（権藤）
- 睦五郎（花田）
- 藤竜也（勝也）
- 小磯マリ（トシエ）
- その他 - ザ・モップス、オックス、アンドレ・カンドレ（井上陽水）、オリーヴ

### スタッフ
- 監督：長谷部安春
- 製作：笹井英男、飯島亘
- 脚本：永原秀一
- 撮影：上田宗男
- 美術：斎藤嘉男
- 照明：梅野義雄
- 音楽：鈴木邦彦
- 録音：杉崎喬
- 編集：鈴木晄
- スチール：浅石靖
- 挿入歌 : 男と女のロック
  - 作詞：なかにし礼
  - 作曲・編曲：鈴木邦彦
  - 歌：和田アキ子

## 野良猫ロック ワイルド・ジャンボ

### あらすじ（ワイルド・ジャンボ）
タキ率いる不良集団「ペリカン・クラブ」は、「西部会」との主導権を争っていた。ある日、新興宗教団体・正教学会の幹部・藤森信介の愛人・アサ子が白馬に乗ってタキの前に現れる。
後日、「ペリカン・クラブ」のメンバー・デボが軽機関銃を見つける。また、アサ子は教団のイベントに乗じて信者からの寄付金を強奪する計画をタキに話す。当初彼はほかのメンバーに黙って計画を進めるつもりだったが、強化合宿の際にメンバーから不満が出たため、全員で計画人参加することにした。メンバーのガニ新が西部会の香取に襲われる事件が起きたものの、計画は決行された。

### キャスト（ワイルド・ジャンボ）
- 范文雀（アサ子）
- 地井武男（タキ）
- 藤竜也（ガニ新）
- 前野霜一郎（デボ）
- 夏夕介（ジロー）
- 梶芽衣子（C子）
- 佐々木賢（香取）
- 香川雅弘（河北）
- 佐藤好将（西部会A）
- 雲井辰雄（西部会B）
- 露木護（保）
- B・ホワイトン（外人・男）
- P・ブラウン（外人・女）
- 夏純子（海岸の女・A）
- 加藤和男（監視所の警官・A）
- 内田良平（監視所の警官・B）
- 白木マリ（女医）

### スタッフ（ワイルド・ジャンボ）
- 監督：藤田敏八
- 企画：佐々木志郎
- 製作：笹井英男、岩沢道夫
- 脚本：永原秀一、藤田敏八
- 原作：船地慧
- 撮影：安藤庄平
- 美術：斎藤よし男
- 照明：海野義雄
- 音楽：ホリ企画
- 録音：目黒スタジオ
- 編集：丹治睦夫
- スチール：浅石靖
- カースタント:三石千尋とマイク・スタントマンチーム

## 野良猫ロック セックス・ハンター

### あらすじ（セックス・ハンター）
立川のとある不良少女グループでは、マコがリーダーをめぐる決闘でミキを打ち負かした。仲間を傷付けたことで浮かない気分でいたマコは、数馬というハーフの男に出会った。彼は生き別れの妹のメグミの手がかりを探すため、この町にやって来たのだった。
マコの仲間の情報でメグミが「ママブルース」にいると知った数馬は店を訪ねるものの、メグミはもういないと言われる。さらに非行少年グループ「イーグルス」とハーフのけんかに巻き込まれ、後者に助太刀したことから「イーグルス」に狙われる。その後、メグミと会うものの、自分は妹ではないと言われる。それでも数馬は地元の自動車修理工場に勤めながら事態の打開を待っていた。
ある日、仲間の女がハーフから強姦されたことを知った「イーグルス」のボス・バロンは自分の姉も米兵に強姦されたことを打ち明け、「追い出すんだ。やつらを一人残らずこっから追い出してちまうんだ」と仲間を扇動する。一方で対立関係にあった不良少女グループを白人に売り渡すべく、やくざを介して乱交パーティーを開く。ただし、マコには思いを寄せていたため彼女だけはホテルに連れ出す。ところが、バロンは性的不能者だった。それを誰にも口外しないよう釘を刺した彼はさらに今頃お前の仲間は白人らにやられている頃だとうそぶく。バロンの策略を知ったマコは「わたしはあんたと違うのよ。立派な一人前の女だからね」と言い放ってその場を去る。そして、火炎瓶を持ってパーティ会場に駆け付け、仲間たちを助ける。
翌朝、会場として貸していたマンションを焼かれたやくざは、バロンに落とし前をつけるよう命じる。バロンは仲間たちと数馬をリンチにした上、仲間らにメグミを強姦させる。怒った数馬はマコとともに銃砲店を襲って猟銃を手に入れ、バロンらを米軍の基地跡に呼び出す。そして、マコの見ている前で、遂に両者は対決する……。

### キャスト（セックス・ハンター）
- 梶芽衣子（マコ）
- 安岡力也（数馬）
- 藤竜也（バロン）
- 高樹蓉子（めぐみ）
- 英美枝（ユカ）
- 小磯マリ（マリ）
- 有川由紀（メグミ）
- 美波節子（キー子）
- 秋とも子（ペコ）
- 青木伸子（ミキ）
- 岡崎二朗（進）
- 亀山靖博（サキ）
- 市村博（カッチン）

### スタッフ（セックス・ハンター）
- 監督：長谷部安春
- 企画：高木雅行、沢田喜代一
- 脚本：大和屋竺、藤井鷹史
- 撮影：上田宗男
- 美術：佐谷晃能
- 照明：森年男
- 音楽：鏑木創
- 録音：片桐登司美
- 編集：丹治睦夫
- 助監督：白井伸明
- スクリプター/記録：荻野昇

### 評価（セックス・ハンター）
春日は主演の梶芽衣子の西部劇のようなしゃれたいでたちが目を引くとしている。また、彼女のクールで挑発的なまなざしは何事にも動ぜぬ超然とした雰囲気が放たれているという。同時に、梶のまなざしは、性的不能へのコンプレックスを差別的な暴力で解消しているバロンのみじめさを際立たせていると春日は分析している。

## 野良猫ロック マシン・アニマル

### あらすじ（マシン・アニマル）
ある日、ノボとサブは、岩国にある米軍基地から脱走してきた兵士チャーリーをスウェーデンに逃がすため、横浜に来る。
地元の不良少女たちを束ねていたマヤは、3人が資金調達のために持ってきた大量のLSDを強奪する。事情を知ったマヤはLSDの返却を約束したうえで、薬の密売に協力し、「ドラゴン」という別の不良集団の頭目である佐倉に相談する。
一方、マヤの仲間のエマはゴーゴーバーのバーテン清水と共謀してチャーリーからLSDを奪うが、佐倉に取られてしまう。それを知ったマヤは「ドラゴン」と対決してでもLSDを取り返そうと決心し、元仲間のミキから佐倉の背後にユリという女がいることを突き止める。ところがこの時点で佐倉がLSDを売り出しに行ってしまったため、マヤはユリをおとりに売上金500万円をせしめる。
逃走の手筈が整ったチャーリーはマヤたちとともに隠れ家でパーティーをしていたところ、佐倉の通報でやってきたMPに逮捕される。さらにマヤのもとには佐倉から果たし状が届く。そして、マヤたちはノボとサブに黙って指定された場所へ向かう。

### キャスト（マシン・アニマル）
- 梶芽衣子（マヤ）
- 高野沙理（ジュン）
- 大橋由香（レミ）
- 黒沢のり子（エマ）
- 市川魔胡（サリイ）
- 牧まさみ（ユカ）
- 藤竜也（ノボ）
- 岡崎二朗（サブ）
- 山野俊也（チャーリー）
- 范文雀（ユリ）
- 郷鍈治（佐倉）
- 亀山靖博（ダル）
- 市村博（ジャンキイ）
- 杉山元（キッド）
- 小島克己（五郎）
- 氷室政司（良夫）
- 青山ミチ（ミキ）
- 太田とも子（歌手）
- ズー・ニー・ヴー

### スタッフ（マシン・アニマル）
- 監督：長谷部安春
- 企画：葛生雅美、藤浪浩
- 脚本：中西隆三
- 撮影：山崎善弘
- 美術：佐谷晃能
- 照明：高島正博
- 音楽：たかしまあきひこ
- 録音：片桐登司美
- 編集：丹治睦夫
- 効果∶佐々木英世
- 助監督：田中登
- スチール∶目黒祐司

## 野良猫ロック 暴走集団'71

### あらすじ（暴走集団'71）
地方の町の顔役・荒木義太郎の息子である隆明は、故郷を離れてフーテン集団に加わり、新宿の公園で寝泊まりをしていた。ある日、義太郎は黒い親衛隊ブラックSSを隆明のもとへ送り込む。隆明はブラックSSの構成員を一人死なせてしまうも、その場から連行される。隆明の仲間の一人である振り子は身代わりで逮捕されるも、仲間たちとともに鑑別所から脱走して隆明のいる町へ向かう。ところが振り子はSSにつかまり、荒木家の屋敷の地下に閉じ込められる。その後、振り子は隆明に助けられ、ピラニアたちと合流しようとする。
そして、フーテン集団と義太郎たち町民の間で殺し合いに発展する。

### キャスト（暴走集団'71）
- 原田芳雄（ピラニア）
- 藤竜也（マッポ）
- 梶芽衣子（振り子）
- 司美智子（レモン）
- 青木伸子（シンコ）
- 高野沙里（ハナコ）
- 小磯マリ（ユメ）
- 久万里由香（アヤ）
- 夏夕介（ガッペ）
- 鈴木利哉（マー坊）
- 常田富士男（ネクロ）
- 稲葉義男（荒木義太郎）
- 地井武男（隆明）
- 范文雀（あや子）
- 郷鍈治（総統）
- 藤木孝（ゲッベルス）
- 前野霜一郎（ヒムラー）
- 小島克也（ゲーリング）
- 浜田寅彦（成島）
- 堺正章（マサアキ）
- ザ・モップス（モップス）

### スタッフ（暴走集団'71）
- 監督：藤田敏八
- 企画：佐々木志郎
- 製作：笹井英男、岩沢道夫、真下武雄
- 脚本：永原秀一、浅井達也
- 撮影：萩原憲治
- 美術：千葉和彦
- 照明：大西美津男
- 音楽：玉木宏樹
- 録音：杉崎喬
- 編集：丹治睦夫
- 助監督：岡田裕
- スチール：浅石靖